# Anomalothir hoodensis
Anomalothir hoodensis is een krabbensoort uit de familie van de Inachidae. De wetenschappelijke naam van de soort is voor het eerst geldig gepubliceerd in 1939 door Garth.